# Want To (canción de Dua Lipa)
«Want To» es una canción de la cantante albanobritánica Dua Lipa. es la pista número dieciocho de la edición completa de su álbum debut homónimo. Fue lanzada como sencillo promocional del álbum el 7 de septiembre de 2018 a través de Warner Records.

## Antecedentes y composición
Una demo de la canción se filtró en línea durante abril de 2016, junto a  otras canciones no lanzadas como Between a Bullet And A Heartbreak y New York (Mend My Broken Heart). Se especuló que la canción estaría completa y en la versión estándar del álbum debut de Lipa, sin embargo, nunca llegó a lanzarse. Lipa dijo que la canción nunca se terminó.
Lipa interpretó la canción en su gira varias veces aunque nunca se incluyó en la edición estándar de su álbum. La canción no se publicó hasta que Jaguar decidió usarla para una campaña comercial en 2018. Lipa y Jaguar se unieron para crear una canción que permita brindar a los oyentes la oportunidad de crear su propio miles de versiones diferentes de esta gracias a que la canción fue producida utilizando el I-PACE de Jaguar. Want To es un tema creado con el software de la marca para que cada usuario pueda remezclarlo basándose en sus datos de conducción. Es decir, la base del tema tendrá un ritmo u otro dependiendo de la actitud del conductor. Los sensores inteligentes del coche captan la energía consumida, la forma de acelerar, de frenar y el método de conducción para crear una pista diferente cada vez. Meses después, Lipa y su equipo decidieron agregar el tema como pista de la edición completa de su álbum debut homónimo.
En Want To, Lipa destaca por su inconfundible voz y su estilo inimitable, al mismo tiempo nos presenta una canción ligeramente diferente a las que habíamos podido escuchar hasta la fecha ya es más oscuro que el resto de la música de Lipa, muy similar a su sencillo de 2016, Last Dance.
La letra nos habla sobre:

Estar sin control toda la noche y solo buscar el contacto físico, no el amor. Bailar si así se desea y no parar. Es tu cuerpo y puedes hacer lo que quieras con él.

## Video musical
El video musical oficial de «Want To» fue lanzado el 6 de septiembre de 2018. El video presenta a Dua Lipa en un entorno futurista y estilizado, complementando la atmósfera de la canción.